# Rio Paraibinha (vattendrag)
Rio Paraibinha är ett vattendrag i Brasilien.   Det ligger i delstaten Alagoas, i den östra delen av landet, 1 500 km nordost om huvudstaden Brasília.
Omgivningarna runt Rio Paraibinha är en mosaik av jordbruksmark och naturlig växtlighet. Runt Rio Paraibinha är det ganska tätbefolkat, med 108 invånare per kvadratkilometer.